# Арман (художник)
Арма́н, наст. имя Арма́н Пьер Фернандес (фр. Arman, Armand Pierre Fernandez; 17 ноября 1928, Ницца — 22 октября 2005, Нью-Йорк) — французский и американский художник, коллекционер, один из основателей нового реализма.

## Жизнь и творчество

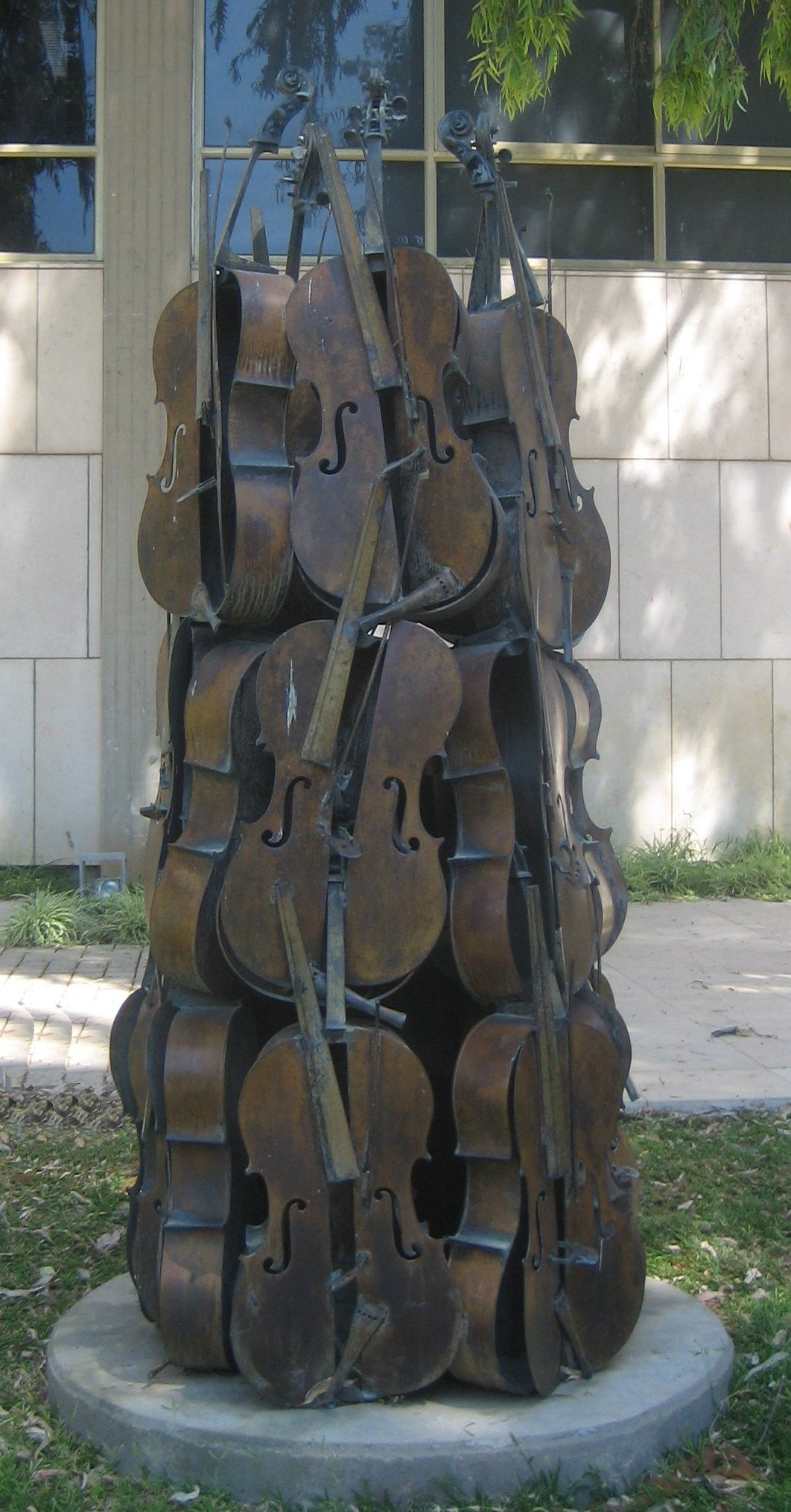
Music Power No. 2, бронзовая скульптура Армана, 1986

Арман изучает до 1949 года в Ницце философию, математику и декоративное искусство. В 1947 году знакомится с Ивом Кляйном. Под влиянием последнего увлекается буддизмом, астрологией и учением розенкрейцеров. В 1949—1951 годах изучает в Париже археологию и восточные культуры. В это же время начинает заниматься живописью, пишет картины в сюрреалистической манере.
В 1953 году, после окончания военной службы в Индокитае, возвращается в Ниццу, женится на Элиан Радиг (композитор; развелись в 1971) и продолжает рисовать, при этом склоняясь всё более к абстракционизму. В это время находится под сильным влиянием творчества Сержа Полякова, Джексона Поллока и Курта Швиттерса. В 1956 году состоялась первая выставка работ Армана, в Париже. В 1957—1958 годы художник путешествует по Турции, Афганистану и Ирану.
С 1959 года Арман оставляет почти на 30 лет занятия живописью и посвящает себя творческому новаторству. Так, он экспериментирует с отпечатками окрашенных предметов на полотне или бумаге, создаёт художественные объекты из нагромождений идентичных предметов, например кувшинов (так называемые аккумуляции).
Арман становится знаменитым 23 октября 1960 года в результате скандала, сопровождавшего выставку его работ в парижской галерее Ирис Клер — художник распорядился засыпать галерею до самого верха сорняками. 27 октября того же года он наряду с Ивом Кляйном, Пьером Пестани, Даниелем Шпёрри, Раймоном Хайнсом, Франсуа Дюфреном, Жаном Тенгели и др. участвует в организации художественного движения «новых реалистов» (Les Nouveaux Realistes). В этот же период Арман знакомится в Париже с американскими представителями поп-арта Джаспером Джонсом, Робертом Раушенбергом и Ларри Риверсом, а через Ива Кляйна устанавливает контакт с дюссельдорфской художественной группой ZERO.
К 1961 году относятся его первые «колер» (colères) — художественные акции, при которых объекты разбивались. В 1963 году Арман расширяет концепцию «колер», начиная разрезать предметы, а также взрывать их динамитом и выставлять затем останки на обозрение. В это время происходит его знакомство с Марселем Дюшаном. В 1967 году мастер принимает участие во Всемирной выставке в Монреале, создав аккумуляции из частей автомобилей. К 1970 году относятся его эксперименты с залитыми в бетон предметами и аккумуляциями.
В 1971 году Арман создаёт объекты из полиэстера и плексигласа, в 1975 посещает Египет, в 1978 году устанавливает крупноформатные скульптуры в Дижоне и Дирборне (штат Мичиган, США). В 1979 году совершает поездки в КНР и СССР.
К 1985 году относится бюст Мориса Равеля работы Армана, установленный в парижском Театре комической оперы, к 1987 — 12-метровая двойная спираль из частей рояля, гитар и банджо в Мемфисе (США), посвящённая блюзу.
В 1988 году Арман возвращается к живописи и создаёт 13 полотен — иллюстраций к поэзии Артюра Рембо (находятся в парижском центре Жоржа Помпиду). В его творчестве этого времени соединяются абстрактный экспрессионизм и «новый реализм». В 1991 году создаётся серия портретов великих композиторов — от Баха до Бартока, выполненная из музыкальных инструментов, наиболее характерных для каждого композитора.
В конце 1980-х годов в Пекине, во время банкета западных деятелей культуры и китайских высокопоставленных лиц, публично разбил скрипку о стену для того, чтобы из её осколков собрать панно, предназначенное для продажи с аукциона, приуроченного к восстановлению Великой китайской стены, — за что был освистан, так что французской делегации пришлось покинуть зал. На следующий день на аукционе, транслировавшемся по телевидению в Париже, Лондоне и Нью-Йорке, его работы проигнорировались китайскими покупателями, и ему пришлось самому их купить, чтобы не уронить свой престиж.
Арман был также коллекционером, он собирал различные предметы, артефакты и произведения искусства, включая часы, радио, машины, европейские пистолеты, африканскую резную скульптуру и японские доспехи.

## Публичные коллекции
| - Музей изобразительных искусств имени А. С. Пушкина, Москва, Россия - Музей современного искусства, Вена, Австрия - Musée d´Art Moderne Bruxelles, Брюссель, Бельгия - Stedelijk Museum voor Actuele Kunst, Гент, Бельгия - Художественная галерея Ванкувера, Ванкувер, Канада - Museum of Modern Art Aalborg, Ольборг, Дания - Louisiana Museum of Modern Art, Хумлебек, Дания - Museet for Samtidskunst, Роскильде, Дания - Sara Hildén Art Museum, Тампере, Финляндия - Музей Пикассо, Антиб, Франция - le Musée de l’Objet, Блуа, Франция - Musée d’art moderne de Céret, Сере, Франция - Lieu d’Art et Action Contemporaine de Dunkerque, Дюнкерк, Франция - Musées d´Art Contemporain, Марсель, Франция - Musee d´Art Moderne et d`Art Contemporain Nice, Ницца, Франция - Carré d´art — Musée d´art contemporain de Nîmes, Ним, Франция - Fondation Cartier pour l’art contemporain, Париж, Франция - Musée d´Art Moderne de la Ville de Paris, Париж, Франция - Musée d’Art moderne de Saint-Etienne, Сент-Этьенн, Франция - Musée d’Art Moderne et Contemporain, Страсбург, Франция - les Abattoirs de Toulouse, Тулуза, Франция - Музей Фолькванг, Эссен, Германия - Гамбургский кунстхалле, Гамбург, Германия - Sprengel Museum Hannover, Ганновер, Германия - Staatliche Kunsthalle Karlsruhe, Карлсруэ, Германия | - Kunsthalle zu Kiel der Christian-Albrechts-Universität, Киль, Германия - Museum Kurhaus Kleve, Клеве, Германия - Ludwig Museum im Deutschherrenhaus, Кобленц, Германия - Städtische Kunsthalle Mannheim, Мангейм, Германия - Städtisches Museum Abteiberg, Мёнхенгладбах, Германия - FLUXUS+, Потсдам, Германия - Kunsthalle Weishaupt, Ульм, Германия - Villa Haiss, Музей современного искусства, Целль, Германия - Museo d’Arte Moderna e Contemporanea di Trento e Rovereto, Роверето, Италия - Коллекция Пегги Гуггенхайм, Венеция, Италия - Iwaki City Art Museum, Иваки, Япония - Hara Museum of Contemporary Art, Токио, Япония - Toyota Municipal Museum of Art, Тойота Аичи, Япония - Artsonje Museum, Кенджу Бомун, Корея - Лихтенштейнский музей искусств, Вадуц, Лихтенштейн - Музей Стеделек, Амстердам, Нидерланды - Berardo Museum — Collection of Modern and Contemporary Art, Лиссабон, Португалия - Fondation Pierre Gianadda, Мартиньи, Швейцария - Тейт Британия, Лондон, Великобритания - Тейт Модерн, Лондон, Великобритания - Детройтский институт искусств, Детройт, США - Laumeier Sculpture Park, Сент-Луис, США - Mildred Lane Kemper Art Museum, Сент-Луис, США - Сент-Луисский художественный музей, Сент-Луис, США - Музей современного искусства, Нью-Йорк, США |